# Melanomya flavescens
Melanomya flavescens är en tvåvingeart som först beskrevs av Henry J. Reinhard 1929.  Melanomya flavescens ingår i släktet Melanomya och familjen spyflugor. Inga underarter finns listade i Catalogue of Life.